# レスター・デント
レスター・デント（Lester Dent、1904年10月12日 - 1959年3月11日）はアメリカ合衆国のパルプ・フィクション作家、SF作家。多数のパルプ・マガジンに多くの作品を執筆した。特に「ドック・サヴェジ」シリーズの主著者として知られ、ケネス・ロブスン（Kenneth Robeson）のハウスネームの下、シリーズの全181編のうち150編以上を執筆している。

## 前半生
ミズーリ州ラ・プラタ(La Plata)生まれ。父親は牧場主バーナード・デント(Bernard Dent)、母親は元教師のアリス・ノーフォーク(Alice Norfolk)。兄弟姉妹は無し。
幼少期を母の故郷ワイオミング州で過ごす。友達は少なく、その孤独が彼のストーリーテラーとしての才能を高めたとされる。1919年ごろ、ラ・プラタに戻り、父親が酪農業を始める。
ラ・プラタで小学校、中学校を終了し、1923年にミズーリ州チリコーシ(Chillicothe)のチリコーシ・ビジネス・カレッジに入学。将来の夢は銀行家になることであった。
しかし在学中に電報オペレータの初任給が銀行出納係より高い週20ドルであることを知り、専攻を電信に変更した。卒業後短期間CBCで教鞭をとった後、1924年にミズーリ州キャロルトン(Carrollton)のウェスタン・ユニオンで電報オペレータになった。
翌年彼はエンパイア・オイル・アンド・ガス・カンパニー(Empire Oil and Gas Company)の電信技手として、オクラホマ州ポンカ（Ponca）へ転居した。
そこで彼はノーマ・ガースリング(Norma Gersling)と出会い、1925年8月9日に結婚した。
1926年、デント夫妻はオクラホマ州チッカシャ（Chickasha）へ引越し、デントはAP通信の電信技手として働いた。

## 作家業
その頃、デントの同僚のひとりがパルプ・マガジンに小説を発表し、450ドルの原稿料を得た。
読書家でパルプ・マガジンファンだったデントは、自分ならもっと面白い（すくなくとも同じくらいには面白い）小説が書けると思い、深夜勤務の空き時間を利用して執筆を始める。
最初に売れた作品は「Top Notch」誌1929年9月号に掲載されたアクションもの「Pirate Cay」だった。この作品が世に出た直後、デントはニューヨークのデル・パブリッシング(Dell Publishing )からの連絡をうける。彼らはデントに、自分たちの雑誌に独占的に執筆してくれるならば月500ドルを支払う旨を提示した。デントは（その幸運に唖然としつつ）、熟慮の末この申し出を受け入れ、1931年1月1日、ニューヨークに転居した。
デントはパルプ小説家としての作法（猛スピードで執筆し、リライトの必要がほとんどない）を急速に習得し、デルのニーズを満たすのみならず、更に他のパルプ出版社のために原稿を書き始めた。
1932年、ストリート＆スミス社のヘンリー・ラルスタン(Henry Ralston)は、新たなパルプ・マガジンのための提案をデントに行った。「シャドー(The Shadow)」誌で大成功を収めたラルスタンは、同様のキャラクターもので二匹目のドジョウを狙っていた。
作品はデントの名ではなくハウスネーム（複数の作家が共通して用いるひとつのペンネーム）で発行されることにはなったものの、小説1本につき500ドル（後には750ドルまで増額された）の報酬を得ることとなった。
新たなパルプ・マガジン「ドック・サヴェジ」誌第1号は1933年3月に発刊され、ほんの6ヵ月で全パルプ・マガジンの内でベストセラーを記録した。
この成功の原動力となったのはデントのファンタスティックな想像力と旺盛な好奇心であろう。
デントは守備範囲が広い読書家であり、アマチュア無線とパイロットの免許を取得し、電気技術者および配管工の資格を持ち、熱心な登山家でもあった。
彼は一つの事柄について自分が興味を失うまでとことん学び、それから次に移るというやり方を好んでいた。そのよい例がボートである。デントは1930年代後期、40フィートの2本マストのスクーナーを購入した。デント夫妻は数年間その船で暮らし、米国東海岸を中心に航海を続けた。そして1940年にはその船を売却してしまった。
1940年、デント夫妻はラ・プラタに戻り、そこに永住することになる。
デントは、ドック・サヴェジを書き続けたが、その余暇には他のジャンルのパルプ小説を書いている。1941年以降のドック・サヴェジものは、よりタイトなプロットを持ち、アクションよりも会話に重点が置かれ、超科学的なガジェットよりも推理小説的なミステリーにシフトしている。ドック・サヴェジというキャラクターも、スーパーヒーロー的なイメージよりも、もっと過ちを犯しやすい、より人間的な側面を現し始める。1949年、ドック・サヴェジ・マガジンが終刊した後、デントはミステリーと西部劇小説の作家として執筆活動を続けた。
彼の最後の作品は、サタデー・イヴニング・ポスト1958年2月22日号に発表された西部劇小説「サヴェジ・チャレンジャー(Savage Challenge)」であった。
デントは、1959年2月に心臓発作を起こし入院、1959年3月11日に死亡し、ラ・プラタ墓地に埋設された。
デントは、2006年のポール・マルモント(Paul Malmont)の小説「The Chinatown Death Cloud Peril」の登場人物となっている。この小説は、「シャドー」の作者ウォルター・ギブソン（Walter Gibson）を含む1930年代のパルプ小説家たちの友情と競争を描いたものである。

## ケネス・ロブスン
ケネス・ロブスン（Kenneth Robeson；古い日本語資料では「ロブソン」）という名義は、ストリート&スミス社（Street & Smith Publications, Inc.）が「ドック・サヴェジ」用に使用したハウスネームである。ただしその作者は基本的に全てデントである。ロブスン名義で「ドック・サヴェジ」を書いたことのある作家は以下の通り。
- ウィリアム・G・ボガート（William G. Bogart）
- イーヴリン・クールソン（Evelyn Coulson）
- ハロルド・A・デイヴィス（Harold A. Davis）
- ローレンス・ドノヴァン（Lawrence Donovan）
- アラン・ハズウェイ（Alan Hathway）
- W・ライアースン・ジョンスン（W. Ryerson Johnson）
- ウィル・マレー（Will Murray）

なおケネス・ロブスン名義は後に「アベンジャー」にも使われた。全24編がポール・エルンスト（Paul Ernst）によってロブスン名義で書かれたが、混乱を招くことに、「アベンジャー」誌の表紙においてロブスンの名は「ドック・サヴェジの創造者」と明記された。

## 参考資料
- "Doc Savage" by Corey Pritchard. <http://library.truman.edu/scpublications/Chariton%20Collector/Spring%201987/Doc%20Savage.pdf>
- Farmer, Philip José (1975). Doc Savage: His Apocalyptic Life. New York: Bantam Books. pp. p. 18-27
- “"Lester Dent biography"”. Dale's Doc Savage Page. 2007年4月10日時点のオリジナルよりアーカイブ。2006年1月13日閲覧。
- McCarey-Laird, M. Martin. Lester Dent:  The Man, His Craft, and His Market
- "Lester Dent" article. Golden Age Detection Wiki: Lester Dent
- Server, Lee. Encyclopedia of Pulp Fiction Writers
- Goulart, Ron. The Dime Detectives